# Savant (cómic)
Savant es un superhéroe ficticio que aparece en los cómics estadounidenses publicados por DC Comics, representado como miembro de Aves de Presa y Escuadrón Suicida.
El personaje hizo su debut cinematográfico en la película del Universo extendido de DC de James Gunn, El Escuadrón Suicida (2021), interpretado por Michael Rooker.

## Biografía ficticia
Brian Durlin , más conocido como Savant, es el heredero mimado de una enorme fortuna. Savant se había mudado a Gotham City para convertirse en un autodenominado justiciero. Sin embargo, después de que Batman desalentó su participación en el vigilantismo debido a su falta de cuidado para proteger a los demás, convirtió sus formidables habilidades informáticas en un rentable negocio de chantaje. A Savant se unió en esto un exagente ruso de la KGB llamado Creote.
Más tarde, Savant secuestró a Canario Negro con la esperanza de obtener la verdadera identidad de Batman de Oráculo. Sin embargo, pronto fue derrotado por su equipo. Oráculo luego tomó la decisión de intentar rehabilitarlo, principalmente para mantener sus archivos de datos sobre cientos de villanos reales. Como su tocayo, es un genio; sin embargo, debido a un desequilibrio químico, exhibe una memoria no lineal y parece ser bastante olvidadizo. Savant también ha mostrado sentimientos por Oráculo, probablemente arraigados en su envidia por sus habilidades informáticas.
Savant continuó, bajo el control de Oráculo, para limpiar un vecindario de Gotham. Sin embargo, sus métodos únicos llevaron a Oráculo a lamentar su decisión. Savant y Creote luego unieron fuerzas con Cazadora para hacerse cargo de la mafia de Gotham colocando a Cazadora como capo.
Como parte de un plan de Calculador para llegar a Oráculo, Savant fue secuestrado y torturado por agentes de la Sociedad Secreta de Supervillanos. Sin embargo, su memoria no lineal lo ayudó a resistir el interrogatorio, haciendo que pareciera que duró solo unas pocas horas en lugar de los días que realmente habían sido. Fue rescatado por Aves de Presa y, con ira, empujó al villano Araña Negra por una ventana. Spider sobrevivió, lo que significa que las Aves no tuvieron que arrestar a Savant por asesinato, aunque terminó su asociación con Oráculo.
Él y Creote aparecen junto a docenas de ex Aves de Presa y amigos de Barbara para enfrentarse a Spy Smasher.
Es uno de los villanos enviados a recuperar la tarjeta gratuita Get Out of Hell de los Seis Secretos.
Savant aparentemente es atacado y asesinado por Canario Blanco. Después de un intento fallido de mantenerlo con vida, Creote en duelo culpa a Oráculo por esto y se dispara a sí mismo. Sin embargo, resulta que ambos fingieron su muerte. Más tarde aparecen en la base de Oráculo y la secuestran, planeando que ella revele su identidad secreta al mundo. Llevan a Oráculo a la cima de la presa de Gotham, donde Savant revela que su sentido distorsionado del tiempo significa que su tortura a manos de la Sociedad Secreta se siente como si solo hubiera sucedido hace cinco minutos y que ha estado en constante estado mental agonía durante dos años. Luego revela que el verdadero propósito de traer a Oráculo a la presa era que ella fuera testigo de su suicidio e intenta tirarse de la presa, pero Oráculo salta de su silla y lo detiene, convenciendo a Creote para que los ayude a levantarlos a pesar de su promesa de dejar morir a Savant. Luego le explica a un Savant confundido que Creote está enamorado de él. Creote más tarde admite sus sentimientos a Savant, quien, para su sorpresa, le corresponde.
A Savant y Creote se les ofrecieron puestos en Aves de Presa por Oráculo una vez más, Savant en el personal técnico, Creote como guardaespaldas. Recientemente, Savant ha aparecido en una reunión con Calculador para haber fingido su colapso para infiltrarse en la operación de Oráculo. Sin embargo, más tarde se hace evidente en una reunión con Oráculo y Batman que él es un agente doble de Aves de Presa, para alimentar la información de Calculador que finalmente permitiría a las Aves falsificar con éxito la muerte de Oráculo. El breve encuentro con Batman reveló que ninguno de los dos ha olvidado su anterior hostilidad hacia el otro.
En septiembre de 2011, "The New 52" reinició la continuidad de DC. En esta nueva línea de tiempo, un personaje llamado Savant se reintroduce como miembro del nuevo Escuadrón Suicida de Amanda Waller. Como parte de un esfuerzo por eliminar el eslabón débil en el grupo, los candidatos son torturados, y Savant finalmente se resquebraja bajo la presión y traiciona al grupo. Es arrastrado y aparentemente llevado a Brasil, pero su destino es incierto. Apareció en los números seis a ocho, como parte del nuevo escuadrón encargado de localizar a Harley Quinn.

## Poderes y habilidades
Savant posee un intelecto a nivel de genio. Es un experto en artes marciales, operación de computadoras y multilingüismo.

### Debilidad
Savant exhibe olvido debido al desequilibrio químico.

## En otros medios
Brian Durlin / Savant aparece en la película acción en vivo del Universo extendido de DC, El Escuadrón Suicida (2021), interpretado por Michael Rooker. Esta versión es un veterano de guerra que fue condenado por chantaje. Lo reclutan en el equipo del mismo nombre para destruir una prisión de Corto Maltés llamada Jötunheim. Más tarde muere por explosión en la cabeza debido a no cumplir con la Sra. Waller.